# Visite à César Domela
 (juillet 2025).
Pour plus de détails, voir Fiche technique et Distribution.
Visite à César Domela est un court métrage documentaire réalisé par Alain Resnais sorti en 1947.

## Synopsis
Resnais rend visite à l'artiste César Domela.

## Fiche technique
- Titre : Visite à César Domela
- Réalisation : Alain Resnais
- Tourné en : France

## Distribution
- César Domela